# Hong Kong Film Award
Hong Kong Film Awards (HKFA; în chineză: 香港電影金像獎, tradus în română: Premiile de film din Hong Kong), creat în 1982, este cel mai prestigios festival de film din Hong Kong și totodată printre cele mai respectate din China continentală și Taiwan. Ceremoniile de premiere au loc anual, deobicei în luna aprilie. Premiile sunt acordate pentru rezultatele deosebite în toate aspectele producției de film, inclusiv pentru regie, scenarizare, actorie și cinematografie. Premiile sunt echivalentul din Hong Kong pentru Premiile Oscar din Statele Unite și Premiile BAFTA din Marea Britanie.